# アレクサンドル・シャルパンティエ
アレクサンドル・シャルパンティエ（Alexandre-Louis-Marie Charpentier、1856年6月10日 - 1909年3月4日）はフランスの彫刻家、彫金家、工芸家、家具デザイナーである。

## 略歴
パリの労働者の家に生まれた。版画家の弟子になり、レリーフなどの彫金の技法も学んだ。1871年から1875年の間はパリ国立高等美術学校で彫刻家のユーベル・ポンスカルム(Hubert Ponscarme)に学んだ。1877年から、彫金作品やレリーフをパリのサロンに出展するようになり、1890年のブリュッセルの「20人展」にマクシミリアン・リュスやカミーユ・ピサロ、ポール・シニャックらとともに作品を出展した。多くの有名人のレリーフを制作した。
活動分野は彫刻に留まらず、パリのキャバレー、ル・シャ・ノワールの装飾や、ポスターの制作、家具のデザインもした。1900年のパリ万国博覧会に、『ベナール邸の食堂』のアール・ヌーボー様式の内装を出展し大賞を受賞し、この作品は、オルセー美術館に展示されている。1896年にフランソワ＝ルペール・カラバンらのアールヌーボーのアーティストたちと「Les Cinq」というグループを結成し、1899年にこのグループは「L'Art dans Tout」に発展した。
1900年にレジオンドヌール勲章（シュヴァリエ）を受勲した。

## 作品

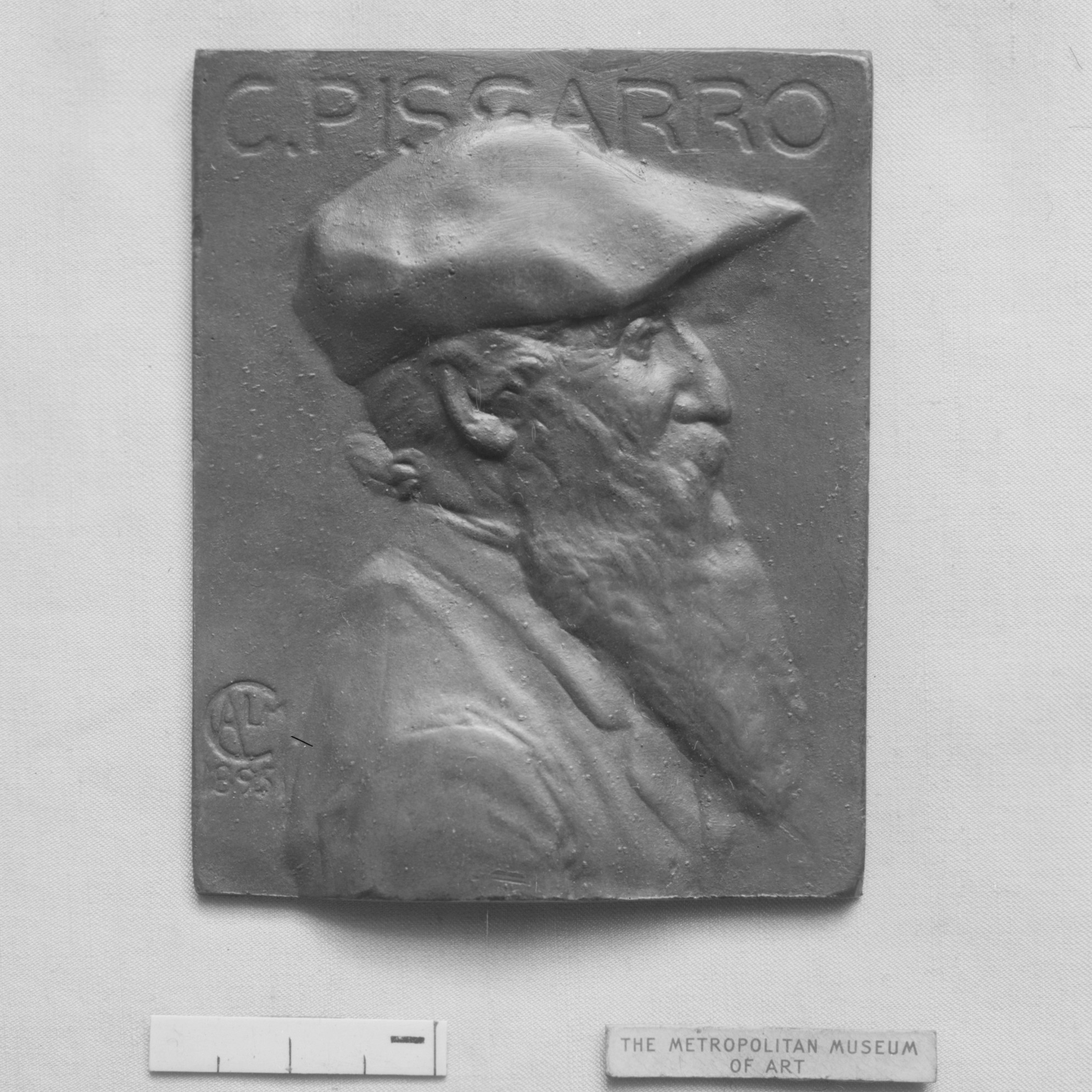
カミーユ・ピサロの肖像レリーフ
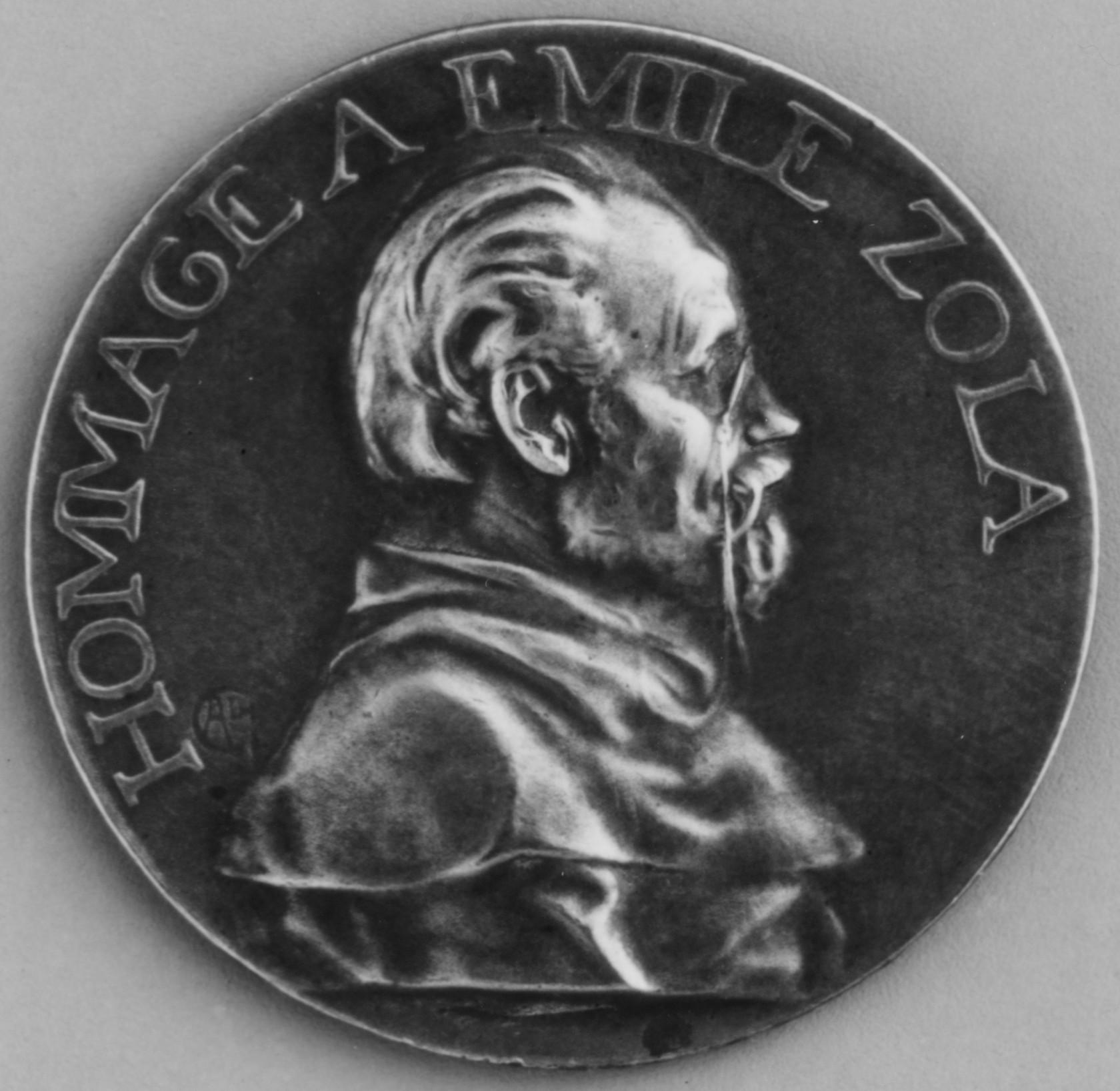
エミール・ゾラのレリーフ
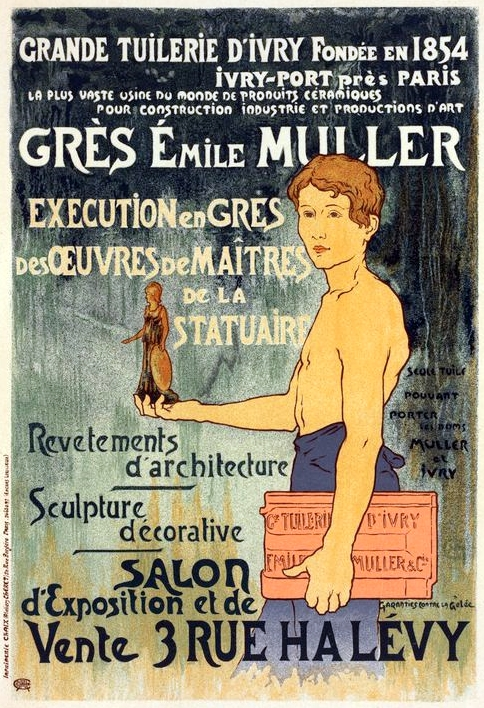
展覧会ポスター
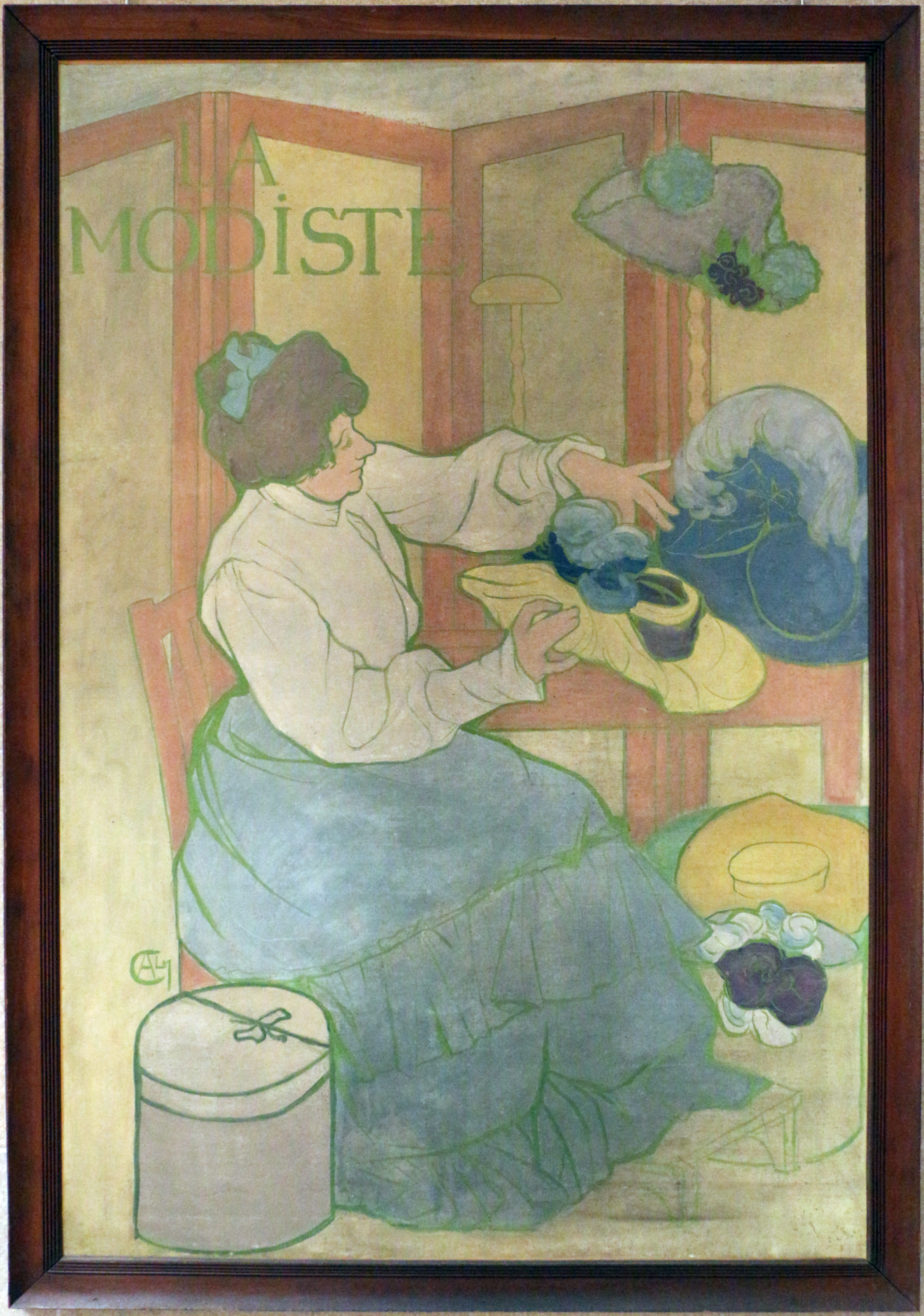
雑誌「La Modiste」表紙
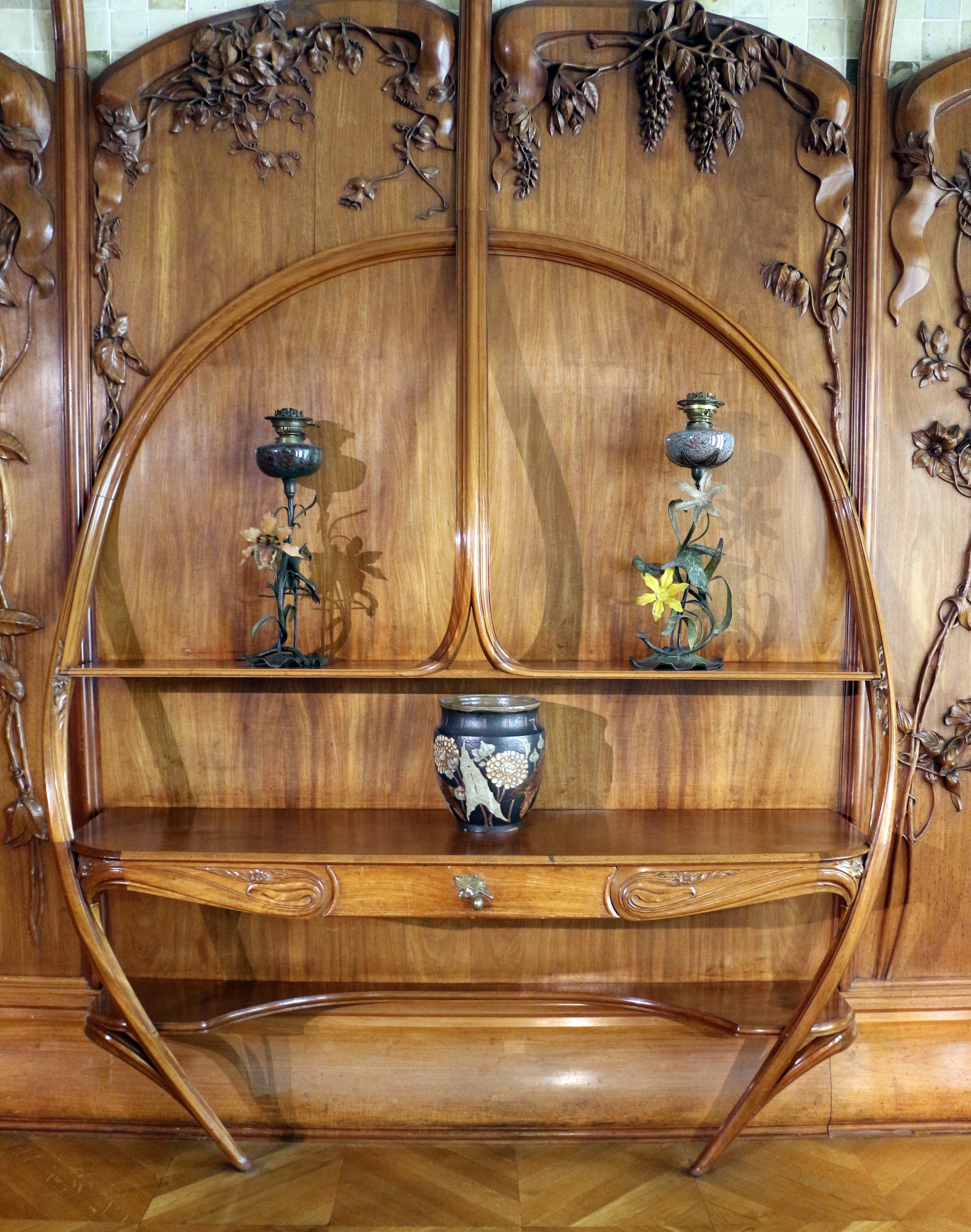
『ベナール邸の食堂』内装の家具デザイン、オルセー美術館 蔵
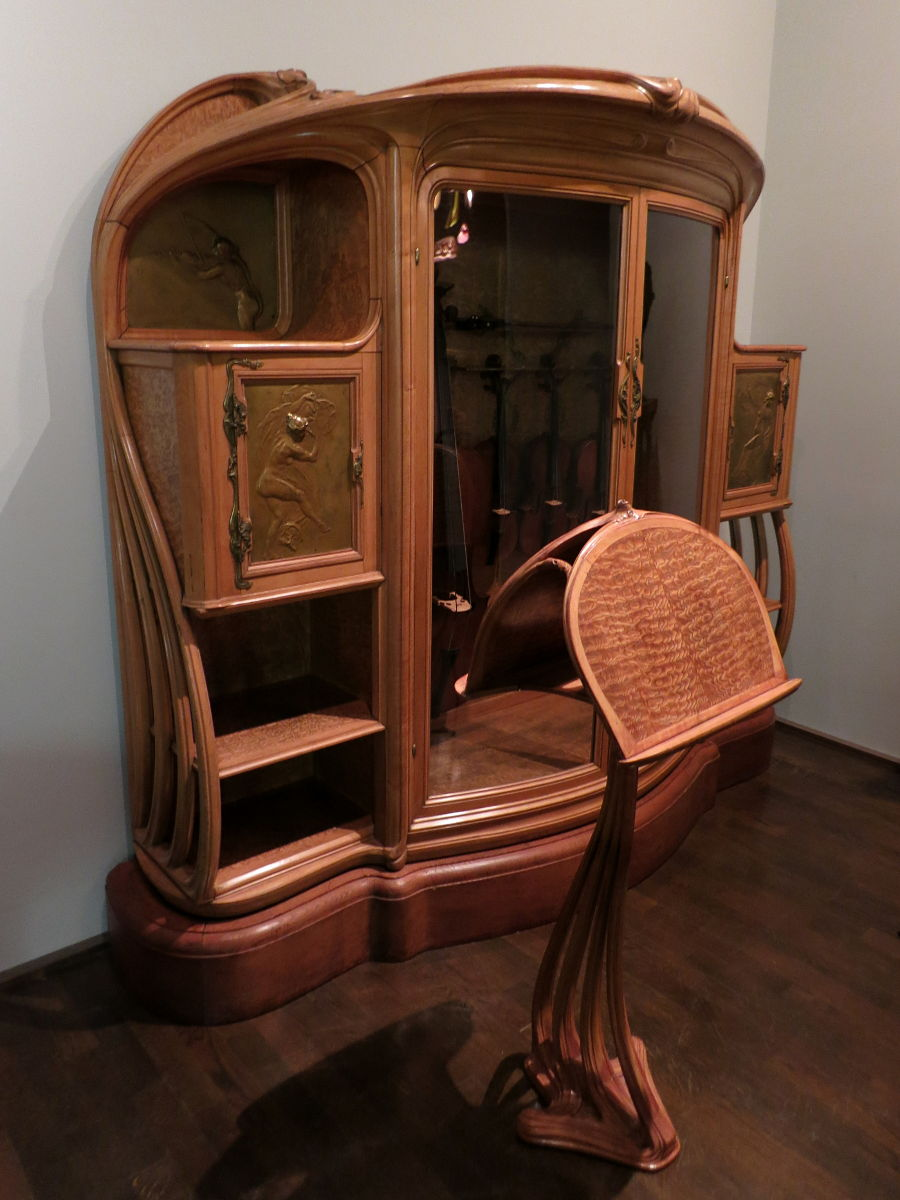
家具デザイン
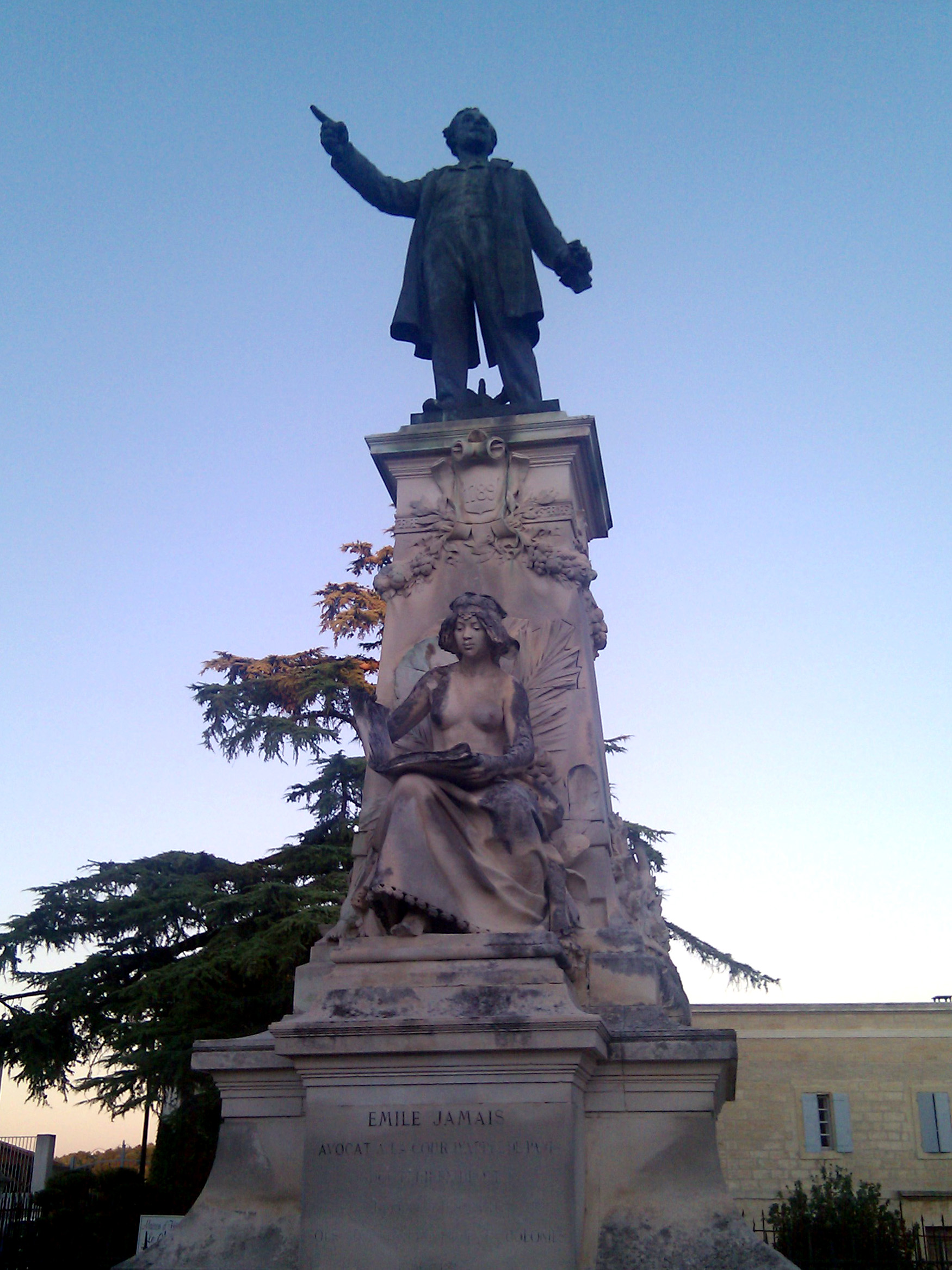
エミール・ジャメイのモニュメント